# Гипотеза Палиса
Гипотеза Палиса относится к теории динамических систем и состоит в предположении существования у метрически типичной динамической системы лишь конечного числа аттракторов. Гипотеза была впервые высказана в 1995 году Жакобом Палисом на конференции, посвящённой 60-летию Адриана Дуади.

## Формулировка
Рассмотрим пространство T {\displaystyle C^{r}}-гладких ({\displaystyle r\geqslant 1}) преобразований компактного гладкого многообразия без края.

### Гипотеза
- Существует такое метрически плотное подмножество D пространства T, что аттрактор Милнора всякой динамической системы из множества D может быть разбит лишь на конечное количество транзитивных компонент;
- Транзитивные компоненты аттрактора обладают SRB-мерой;
- Транзитивные компоненты аттрактора стохастически устойчивы  в своих бассейнах притяжения;
- Для типичной системы типичного семейства одномерной динамики компоненты аттрактора либо представляют собой притягивающие периодические траектории, либо обладают абсолютно непрерывной инвариантной мерой.

### Замечание
Явление Ньюхауса показывает, что сосуществование бесконечного числа транзитивных компонент аттрактора Милнора может оказаться топологически типичным в некотором семействе динамических систем.